# تشا
تِشا (به مجاری:  Tésa) یک سکونتگاه مسکونی در مجارستان است که در استان پشت واقع شده‌است.

## خصوصیات
تشا ۴٫۳۸ کیلومترمربع مساحت و ۸۷ نفر جمعیت دارد.